# Машковцева, Антонина Алексеевна
Антони́на Алексе́евна Машко́вцева (10 декабря 1937, Новые Домосердки, Куйбышевская область — 16 февраля 2015, Костромское, Сахалинская область) — доярка совхоза «Костромской» Холмского района Сахалинской области, Герой Социалистического Труда (1966).

## Биография
Родилась в селе Домоседки (ныне — Черёмушки в Инзенском районе Ульяновской области).
В 1957 г. по переселению приехала на Сахалин. Первоначально работала полеводом, затем связала свою трудовую деятельность с животноводством, работала оператором машинного доения коров на коллективном сельскохозяйственном предприятии «Костромское» Холмского района. В 1965 г. получила от коров своей группы по 3400 кг молока. Указом Президиума Верховного Совета СССР от 22 марта 1966 года «за достигнутые успехи в развитии животноводства, увеличении производства и заготовок мяса, молока, яиц, шерсти и другой продукции» удостоена звания Героя Социалистического Труда с вручением ордена Ленина и золотой медали «Серп и Молот».
В 1993 году ушла на заслуженный отдых.
Избиралась депутатом Сахалинского областного Совета.

## Награды и звания
Герой Социалистического Труда (1966), кавалер ордена Трудового Красного Знамени (1973).